# Raymond Anne
Pour les articles homonymes, voir Anne (homonymie).
Raymond Fernand Louis Anne, né à Villers-Bocage (Calvados) le 17 novembre 1922, mort le 21 juillet 1944 à Vassieux-en-Vercors (Drôme), résistant français surnommé Filochard pour sa fonction d'agent de liaison. Il est inhumé au Mémorial de la France combattante, où il représente le Maquis.

## Biographie
Né de parents communistes, sa mère Sabine Jeanne Albertine, née Garet, mère de 8 enfants, a également participé à certaines actions, ainsi que ses frères et sœurs. Son père Joseph Henri Auguste Anne dès 1941 et jusqu'à la libération, sera prisonnier durant 40 mois dans les camps d'internement de Pithiviers (transit) puis Aincourt, et enfin Voves.
Habitant Ormesson-sur-Marne, apprenti boucher lorsque la guerre éclate, il prend part dès juin 1940 au sein des "Comités populaires de la région parisienne dans la clandestinité" à diverses actions comme l'impression et le portage dans différents lieux de l'Est parisien de tracts patriotiques, le sabotage dans les entreprises de la région qui effectuaient du travail pour les Allemands.
Dénoncé par un traître de la commune, il est arrêté puis relâché au bout de quelques jours, il en profite pour partir pour Grenoble où il rejoint de petits groupes qui se livrent à toutes sortes d'actions patriotiques. Il est arrêté de nouveau et effectue 25 jours de prison, puis est envoyé dans un camp de jeunesse à Villard-de-Lans dans le Massif du Vercors d'où il s'évade un mois plus tard, en juin 1942. De là, il rejoint le maquis sur le plateau de Gresse (Isère). Il a participé à la fondation du groupe C.12 sous les ordres du capitaine Hardy (escadron 2e régiment de cuirassiers qui se fondra également par la suite au sein du 11e cuirassiers).
Il trouvera la mort le 21 juillet 1944 près du village martyr de Vassieux-en-Vercors (Drôme) le jour du débarquement de vingt-quatre planeurs allemands sur le plateau, au petit matin. Il tombe, au côté du capitaine Hardy et de très nombreux patriotes de son groupe, sous les balles allemandes lors de la retraite du village en voulant regagner la colline.
Par la suite il sera promu au grade de sergent, au sein des "Forces Françaises de l'Intérieur" (FFI), reconnu avoir fait partie des forces secteur Vercors A.S. Isère, dès la première heure.

## Hommages
- Médaille militaire  à titre posthume[2]

- Croix de guerre 1939–1945 avec étoile d'argent (Citation à l'ordre de la division à titre posthume)
- Médaille de la Résistance française par décret du 24 avril 1946[3]

Homologué « Interné-résistant » 
Le contenu de la citation à l'ordre de la division fait état "d'un cavalier (motocycliste il faisait le lien entre autres entre les différents groupes) très courageux."
"En opération de guérilla sur la RN7 le 18 juin 1944 a réussi à stopper pendant une heure une colonne de 90 véhicules Allemands en détruisant 18 et tuant près de 50 Allemands. Ne s'est replié que sur ordre malgré les difficultés exceptionnelles et périlleuses de la manœuvre."
Son corps rapatrié sera exposé sous l'Arc de triomphe le 11 novembre 1945 pour de là, être transféré au Mont Valérien pour une inhumation provisoire en attendant l'érection du Mémorial de la France combattante alors en projet. Il y occupe le caveau no 3 et il représente le maquis français, symbolisé par le bronze intitulé "Maquis" de Raymond Corbin exposé sur l'esplanade.
Une rue porte son nom à Ormesson-sur-Marne (Val-de-Marne).